# قائمة مساجد إسكندنافيا
هذه قائمة المساجد في إسكندنافيا. وتشمل الدول الاسكندنافية مثل الدنمارك والنرويج والسويد.

## الدنمارك
مفتاح
| اسم                        | الصور            | مدينة                | سنة           | ز     | ملاحظات |
| -------------------------- | ---------------- | -------------------- | ------------- | ----- | --- |
| مسجد نصرت جهان             |                  | كوبنهاغن ( هفيدوفر ) | 1967          | أ م ج | أول مسجد في إسكندنافيا، تم تمويل المسجد فقط من الإناث من أعضاء الجماعة الإسلامية الأحمدية.                  |
| مسجد كوبنهاغن الكبير       |                  | كوبنهاغن ( نوربرو )  | 19 يونيو 2014 | س     | ثاني مسجد تم بناؤه لهذا الغرض في الدنمارك، وهو جزء من مركز حمد بن خليفة الحضاري، بتمويل من أمير قطر السابق. |
| مسجد الامام علي (كوبنهاغن) | Imam Ali Moskeen | كوبنهاغن (نوردفيست ) | 1 أكتوبر 2015 | ش     | المسجد الثالث المبني لهذا الغرض في الدنمارك.                                                                |
| مسجد آيا صوفيا             |                  | روسكيلدا             | 10 مايو 2018  | ت     | أتراك في الغالب.                                                                                            |

## النرويج
| اسم                            | الصور | مدينة  | سنة  | ز     | ملاحظات                                           |
| ------------------------------ | ----- | ------ | ---- | ----- | ------------------------------------------------- |
| مسجد البعثة الإسلامية العالمية |       | أوسلو  | 1995 | س     |                                                   |
| مسجد نور                       |       | أوسلو  | 1980 | أ م ج |                                                   |
| مسجد أورتهاغن                  |       | أوسلو  | 1991 | س     |                                                   |
| مسجد بيت النصر                 |       | أوسلو  | 2011 | أ م ج | أكبر مسجد في النرويج تم افتتاحه في 30 سبتمبر 2011 |
| مسجد النور                     |       | ترومسو |      | غ     | مسجد أقصى شمال العالم                             |

## السويد
| Name                             | Images | City           | Year | G     | Remarks            |
| -------------------------------- | ------ | -------------- | ---- | ----- | ------------------ |
| مسجد ناصر                        |        | غوتنبرغ        | 1976 | أ م ج | أول مسجد في السويد |
| مسجد عائشة                       |        | ستوكهولم       |      | س     |                    |
| مسجد غوتنبرغ                     |        | غوتنبرغ        | 2011 | و     |                    |
| مسجد بولافيه                     |        | غوتنبرغ        |      | و     |                    |
| مسجد مالمو                       |        | مالمو          | 1984 | س     |                    |
| مسجد ستوكهولم                    |        | ستوكهولم       | 2000 | غ     |                    |
| المركز الإسلامي بفالون           |        | فالون (السويد) | 2011 | س     |                    |
| مسجد فيتجا                       |        | ستوكهولم       | 2007 | ت     | مسجد أتراك         |
| مسجد أوبسالا                     |        | أوبسالا        | 1995 | س     |                    |
| مسجد ترولهتان                    |        | ترولهتان       |      | ش     |                    |
| مسجد الامام علي (جارفالا)        |        | جارفالا        |      | ش     |                    |
| المركز الثقافي الإسلامي بسوندفال |        | سوندسفال       |      | غ     |                    |
| المركز الإسلامي بألينغسوس        |        | ألينغسوس       |      | غ     |                    |
| Ahlul Alkheir moskén             |        | بلدية سولنا    |      | غ     |                    |
| Järfälla Islamiska Föreningen    |        | جارفالا        |      | غ     |                    |
| المركز الإسلامي بسكوجاز          |        | سكوجاز         |      | س     |                    |
| المركز الإسلامي الزينبي          |        | مارستا         |      | ش (?) |                    |

## أنظر أيضا
- الإسلام في الدنمارك
- الإسلام في فنلندا
- الإسلام في النرويج
- الإسلام في السويد